# Frida Sundemo
Frida Anna Carina Sundemo (født 1986 i Gøteborg) er en svensk sangerinde, som blev P3s Uundgåelige med hendes sang Indigo. Frida var i gang med at studere til læge, men har lagt studiet til side på ubestemt tid, for at kunne fokusere på musikken. Hendes sang "Towers", som er indspillet i hendes hjemmestudie i Gøteborg i 2012, blev den mest spillede i Japan samme sommer.

## Diskografi

### Album
1. Dear, Let It Out (2010)[5][4]

### Singler
1. Indigo (2012)
2. Snow (2013)
3. Home (2013)
4. Towers (2012)
5. Neon (2014)
6. Drawn to You (2014)
7. For You, Love (2013)
8. A Million Years (2013)
9. Keep An Eye On Me (2015)

## Fodnoter
1. ↑  "Frida Sundemo Arkiveret 17. december 2013 hos  Wayback Machine" (Hentet 26. april 2013)
2. ↑  Gorman, Francine "Introducing: Frida Sundemo Arkiveret 10. maj 2013 hos  Wayback Machine" 26. marts 2013 (Hentet 26. april 2013)
3. 1 2  Larsen, Claus "Frida fra Göteborg er ugens helt igennem uundgåelige på P3" 15. april 2013 (Hentet 26. april 2013)
4. 1 2  "Frida Sundemo Arkiveret 3. juli 2013 hos  Wayback Machine" bandcamp.com (Hentet 26. april 2013)
5. ↑  "Frida Sundemo Arkiveret 4. juli 2013 hos  Wayback Machine" The line of Best Fit (Hentet 26. april 2013)

|  | Artiklen om Frida Sundemo kan blive bedre, hvis der indsættes et (bedre) billede Du kan hjælpe ved at afsøge Wikimedia Commons for et passende billede eller uploade et godt billede til Wikimedia Commons iht. de tilladte licenser og indsætte det i artiklen. |